# James David Bourchier
Pour les articles homonymes, voir Bourchier.
James David Bourchier (1850-1920) ([baʊt͡ʃəɹ] – son nom de famille est souvent orthographié par erreur Boucher ou Baucher) est un journaliste et intellectuel irlandais. Il travailla pour le quotidien The Times dont il fut le correspondant dans les Balkans. Il vécut à Sofia de 1892 à 1915. Bourchier joua le rôle d'intermédiaire entre les États balkaniques au moment des traités de paix qui conclurent les guerres balkaniques de 1912-1913.

## Jeunesse et années de formation
Bourchier naquit en 1850 à Bruff dans le comté de Limerick, au sein d'une famille mêlant des origines anglo-normandes (par son père) et huguenotes (par sa mère). Après la mort de son père, sa mère retourna dans sa demeure familiale de Castlecomer, dans le Comté de Kilkenny, où Bourchier considérait à la fin de sa vie que se trouvaient ses véritables racines familiales. Bourchier fut formé à l'École Royale de Portora à Enniskillen, ainsi qu'au Trinity College de Dublin et à l'université de Cambridge. Il reçut une formation humaniste et musicale. Il se destinait au barreau, mais ses projets professionnels  furent contrecarrés par une surdité croissante ainsi que par le manque de moyens financiers.

## Professeur à Eton et débuts de la carrière journalistique
C'est pourquoi il devint professeur d'anglais au Collège d'Eton, où il enseigna 10 ans malgré sa surdité croissante. C'est à cette époque qu'il commença à se faire connaître du grand public, notamment par un article sur la politique britannique d'expulsions en Irlande, publié dans le journal The Globe.
Il considéra dès le début son activité journalistique comme une porte de sortie lui permettant d'échapper au quotidien ennuyeux et guindé d'Eton.  Ses premiers travaux attirèrent l'attention du Times, dont la direction lui proposa finalement le poste de correspondant dans les Balkans.

## Correspondant duTimesdans les Balkans
En 1888, âgé de 38 ans, James Bourchier se vit charger par le Times la tâche de rendre compte des événements dans les Balkans : ses fonctions de correspondant commencèrent en Roumanie, où une révolte paysanne faisait rage, puis il se rendit en Principauté de Bulgarie, où des troubles sévissaient à la suite du coup d'État pro-russe de 1886 qui avait renversé Alexandre Ier, le remplaçant l'année suivante par Ferdinand de Saxe-Cobourg. Bourchier réalisa un reportage sur la première tournée du souverain dans la principauté.
Pendant ses trois premières années dans les Balkans, Bourchier travailla en journaliste autonome, proposant ses articles au Times, mais aussi au Fortnightly Review (qui publia une série d'articles de lui consacrés à la Bulgarie) et à d'autres revues et journaux britanniques. Il devint rapidement expert en politique balkanique. Il voyagea beaucoup dans la région, nouant de premiers contacts avec les insurgés crétois luttant contre le pouvoir ottoman pour l'indépendance de l'île, cause qu'il épousa largement. Il s'intéressa également à de nombreuses autres insurrections et conflits armés en Bulgarie, Grèce continentale, Albanie, Macédoine et Roumanie. Il contribua d'autre part par ses articles au regain d'intérêt pour la Grèce antique. Il envoya également à Londres des reportages sur les premiers jeux olympiques de l'ère moderne, organisés par le baron Pierre de Coubertin à Athènes en 1896.
Dans le contexte instables des Balkans au début du XXe siècle, James Bourchier devint un des journalistes européens les plus influents. Ses articles étaient lus par les ministres et hommes politiques. Il correspondait régulièrement avec le Balkan Committee de la Chambre des communes, qui appréciait sa connaissance du terrain. Il collabora également à l'Encyclopædia Britannica, dont il rédigea les articles Grèce, Roumanie et Bulgarie pour plusieurs éditions. Il devint correspondant permanent du Times en 1892.

## L'avocat de la cause bulgare
Bourchier fut régulièrement accusé de partialité envers la cause bulgare, en particulier par des auteurs grecs, pour son soutien à l'idée d'un rattachement de la Macédoine à la Bulgarie. Cependant, le gouvernement bulgare l'accusa de partialité après ses dépêches sur l'assassinat de Stefan Stambolov par des terroristes macédoniens en 1895. En effet, il entretenait d'excellentes relations avec Stambolov (Premier ministre de 1888 à 1894), malgré ses critiques des « méthodes de gouvernement orientales » du « Bismarck bulgare ». La position de Bourchier fut interprétée comme une critique au gouvernement bulgare. Le prince Ferdinand écrivit une lettre de protestation au directeur du Times, qui soutint cependant son correspondant.

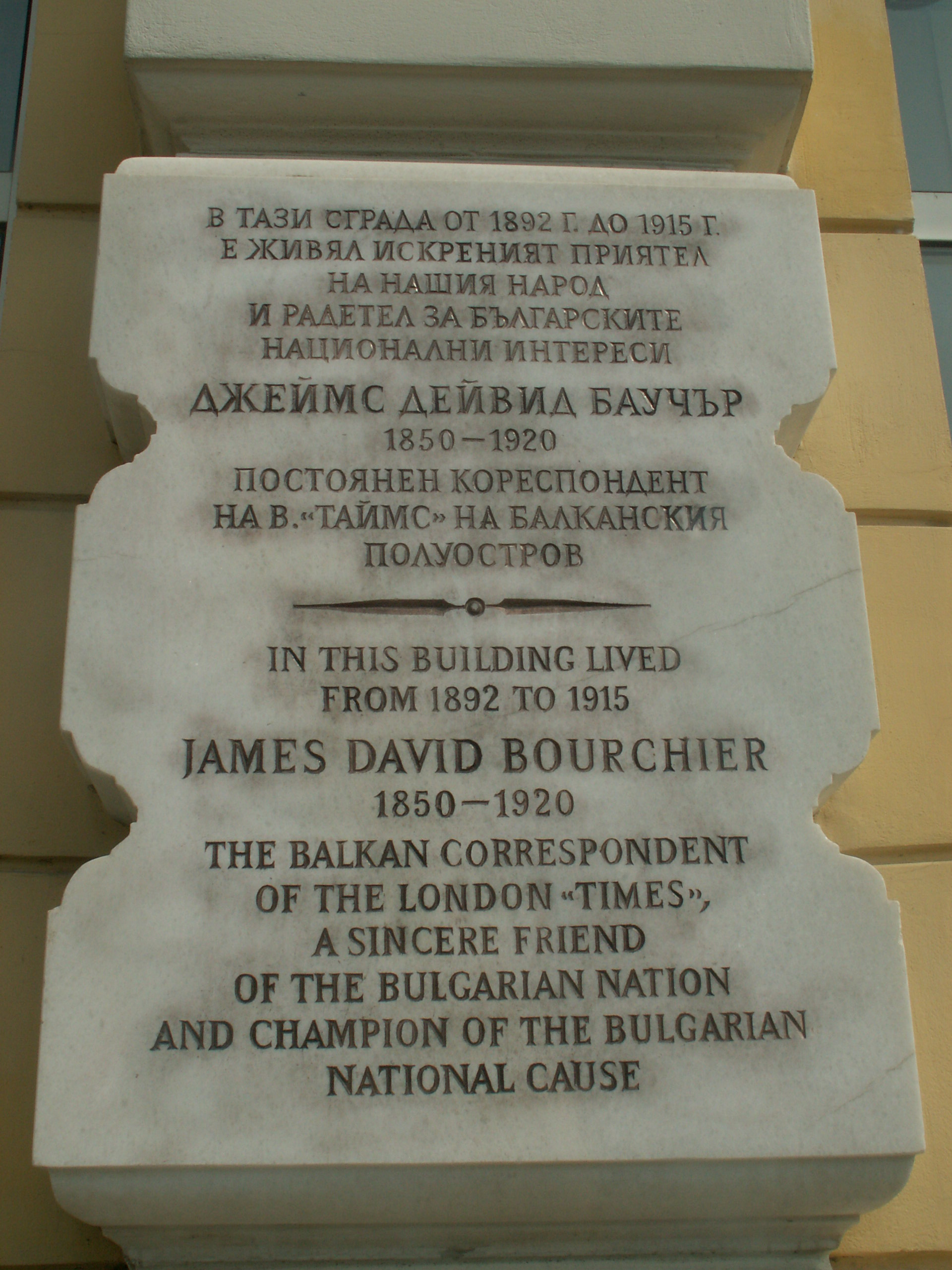
Plaque en l'honneur de James David Bourchier sur la façade de l'ancien Grand Hôtel de Bulgarie à Sofia

Bourchier dut même quitter la Bulgarie après avoir publié un reportage sur les atrocités commises contre les Pomaks (Bulgares musulmans), régulièrement attaqués par les Bulgares chrétiens pour venger les souffrances des Macédoniens vivant sous la férule ottomane. Cependant, à la satisfaction du Times, il fut en mesure de démontrer son impartialité, au point qu'il joua ensuite le rôle de conseiller des gouvernements et d'autres responsables politiques. À l'époque de la formation de la Ligue balkanique, avant la Première Guerre balkanique, il joua même le rôle de médiateur secret entre les gouvernements. 
Quand ses différends avec les autorités bulgares se furent dissipés, il se réinstalla à Sofia, dans le Grand Hôtel de Bulgarie, en face du palais royal, où il était fréquemment invité par le roi (Ferdinand avait déclaré l'indépendance pleine et entière de la Bulgarie en 1908 et pris le titre de tsar des Bulgares).
Dans ses articles, Bourchier critiqua vivement les clauses du traité de paix de Bucarest de 1913, qu'il considérait comme excessivement dur envers la Bulgarie, qui perdait en vertu de ses termes le sud de la Dobroudja (annexé par la Roumanie) ainsi qu'une partie de la Macédoine gagné en 1912-1913.
Bourchier exerça son activité de reporter non seulement pendant les deux guerres balkaniques, mais aussi pendant la Première Guerre mondiale. Parallèlement, il déploya une activité considérable afin d'inciter les autorités bulgares à entrer en guerre dans le camp de l'Entente. Il était conscient du fait que le pays rejoindrait toute alliance lui garantissant le rattachement de la Macédoine. Cependant, malgré ses efforts, la Bulgarie entra dans le conflit en 1915 du côté des Empires centraux, qui promettaient au royaume non seulement la Macédoine, mais aussi la Thrace orientale.
Cependant, Bourchier soutint énergiquement les positions bulgares pendant les négociations de la Conférence de paix de Paris de 1919-1920, auxquelles la Bulgarie n'est pas invitée. La conférence produisit six traités, dont le traité de Neuilly, l'accord de paix entre les puissances de l'Entente et la Bulgarie, qui dut céder une partie de la Thrace occidentale à la Grèce et plusieurs territoires frontaliers au Royaume des Serbes, Croates et Slovènes. La Dobroudja méridionale resta roumaine. Comme l'Allemagne, la Bulgarie  fut astreinte à des réparations et son armée fut limitée à 20 000 hommes.
Il avait quitté la Bulgarie au moment de l'entrée en guerre du pays et exerça son métier de reporter depuis l'Empire russe, avant de revenir à Londres. Il prit sa retraite en 1918 et eut donc toute liberté d'exprimer ce qu'il considérait comme la justesse de la cause bulgare. Grâce à la pension qu'il percevait du Times, il s'installa à Sofia où il acquit une propriété. Il entendait partager son temps entre sa maison de Kilkenny, Londres et Sofia, afin de se consacrer à l'écriture, en particulier de ses mémoires. Il séjourna aussi à Dublin, où il écrivit plusieurs articles sur l'avenir des Balkans.
Il mourut le 30 décembre 1920. Sa dépouille fut exposée dans la Cathédrale Alexandre-Nevski de Sofia, puis, conformément à ses dernières volontés, il fut enterré au monastère de Rila. L'autorisation en fut donnée expressément par le nouveau souverain Boris III de Bulgarie.

## Utilisation du nom de James David Bourchier

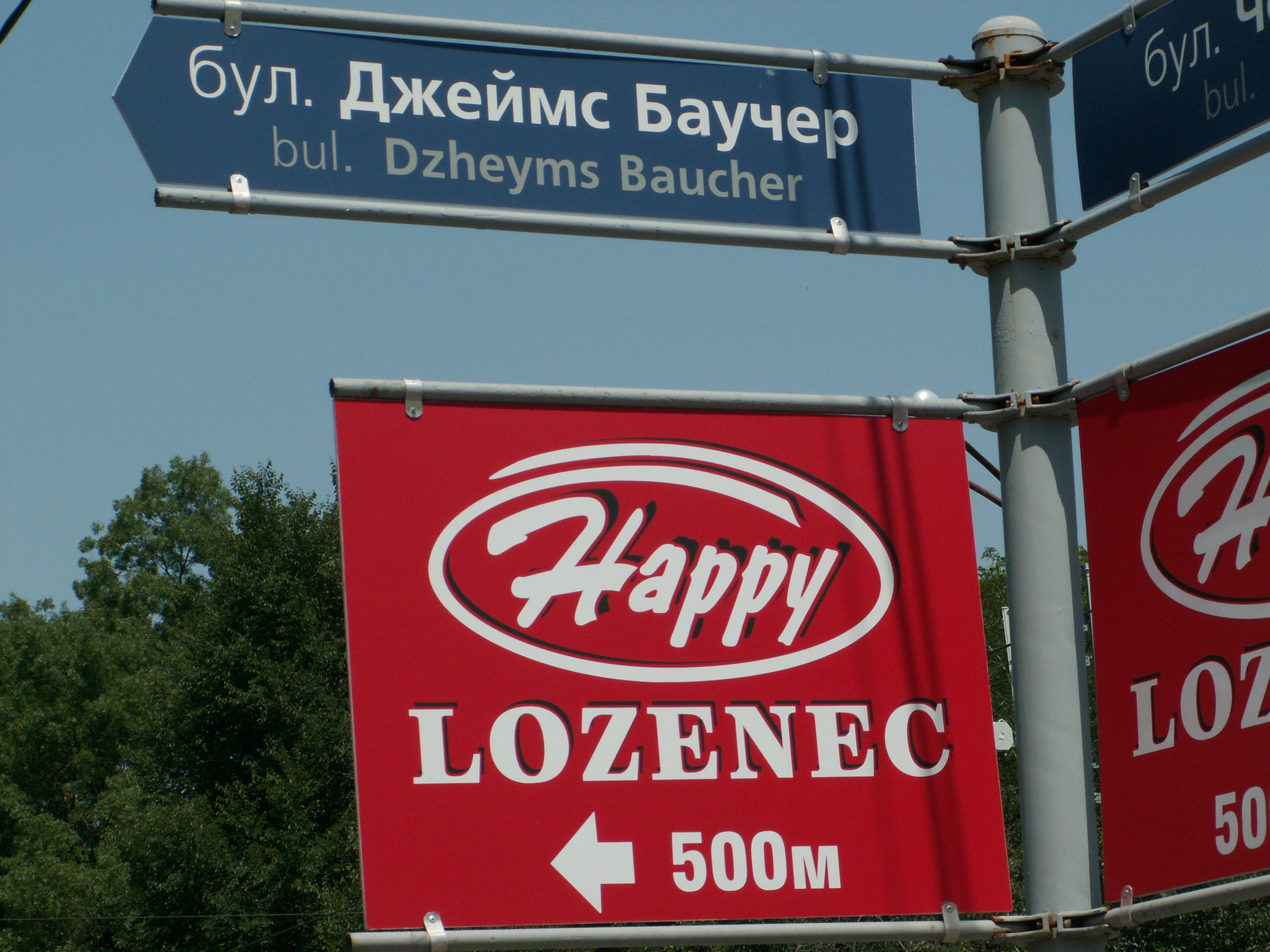
Dans le quartier de Lozenets à Sofia James Bourchier est romanisé en Dzheyms Baucher.

Un sommet du massif du Rila a été baptisé en son honneur Pic Bourchier. La Commission bulgare pour les toponymes antarctiques a donné le nom de crique Bourchier (залив Баучър, zaliv Bourchier) à une partie de la côte nord-ouest sur l'Île Smith, dans l'archipel antarctique des Îles Shetland du Sud. En outre, l'une des principales artères de Sofia, le boulevard James Bourchier, porte son nom : les facultés de science de l'université Saint-Clément d'Ohrid de Sofia y sont situées. Avec le nouveau système bulgare officiel de translittération des caractères cyrilliques, James Bourchier devient Dzheyms Baucher en alphabet latin,.